# Station Nysa
Station Nysa is een spoorwegstation in de Poolse plaats Nysa.